# There's the Rub
Albums de Wishbone Ash
Live Dates
(1973) Locked In
(1976)
There's The Rub, sorti durant le mois de novembre 1974, est le sixième album du groupe de rock britannique Wishbone Ash, et le premier sans le guitariste Ted Turner.

## Liste des morceaux
Tous les morceaux ont été composés par Wishbone Ash.
1. Silver Shoes - 6:39
2. Don't Come Back – 5:10
3. Persephone – 6:59
4. Hometown – 4:49
5. Lady Jay - 4:56
6. F.U.B.B - 9:30

## Crédits
- Andy Powell : guitare, mandoline, chant
- Laurie Wisefield : guitare, banjo, chant
- Martin Turner : guitare basse, chants
- Steve Upton : batterie

- Nelson 'Flaco' Padron : congas sur F.U.B.B
- Albhy Galuten : orgue et synthétiseur sur Persephone'
- Allan Blazek et Bill Szymczyk : Ingénieurs
- Hipgnosis : Conception de la pochette et photographie